# 23751 Davidprice
23751 Davidprice è un asteroide della fascia principale. Scoperto nel 1998, presenta un'orbita caratterizzata da un semiasse maggiore pari a 2,2908093 UA e da un'eccentricità di 0,0689946, inclinata di 5,92366° rispetto all'eclittica.